# Ferwerderadiel

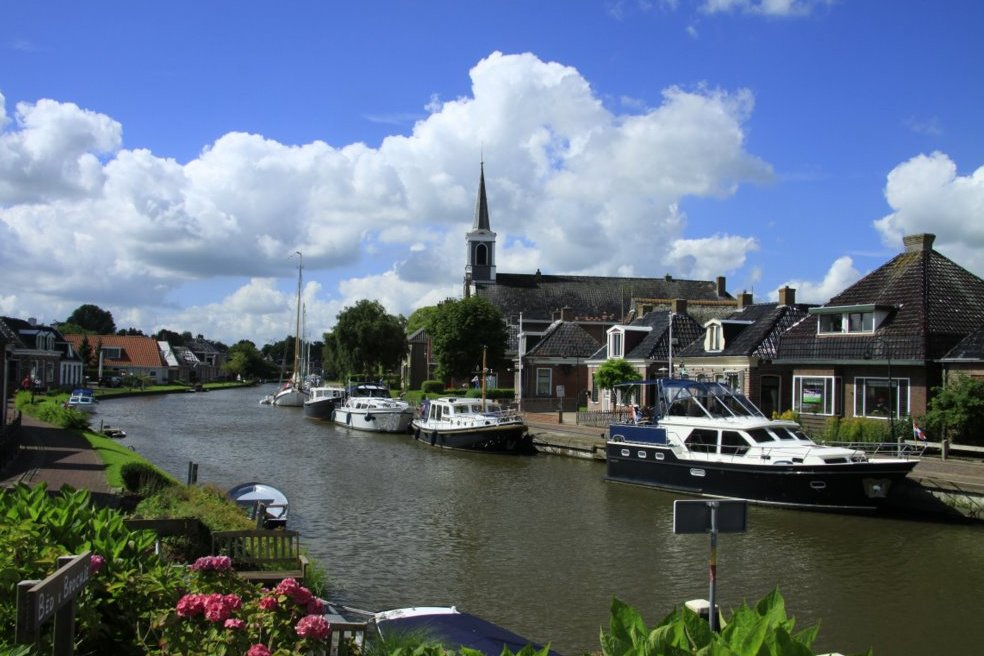
Burdaard.

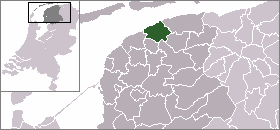
Ferwerderadiels läge

Ferwerderadiel (nl. Ferwerderadeel) är en historisk kommun i provinsen Friesland i Nederländerna. Kommunens totala area är 133,18 km² (där 35,53 km² är vatten) och invånarantalet är på 8 970 invånare (2005).